# 福克斯鎮區 (伊利諾伊州傑斯帕縣)
福克斯鎮區（英語：Fox Township）是位於美國伊利諾伊州傑斯帕縣的一個行政鎮區。

## 地方資料
根據2010年美國人口普查的數據，福克斯鎮區的面積為105.90平方千米，當中陸地面積為105.60平方千米，而水域面積為0.30平方千米。當地共有人口505人，而人口密度為每平方千米4.77人。